# Osservatorio di Armagh
L'osservatorio di Armagh è un moderno istituto di ricerca astronomica con base ad Armagh, nell'Irlanda del Nord.
L'osservatorio si trova nelle vicinanze del centro cittadino di Armagh, adiacente al Planetario, in un'area di circa 6 ettari nota come "Astroparco di Armagh". 

## Storia
L'osservatorio fu fondato nel 1790 da Richard Robinson, 1º barone di Rokeby, arcivescovo di Armagh e primate d'Irlanda della Chiesa d'Irlanda.
Ernst Julius Öpik lavorò qui per più di trent'anni e nel 1958 scrisse sui pericoli degli impatti degli asteroidi con la Terra.

## Oggi
Attualmente, circa 25 astronomi studiano attivamente astrofisica nell'osservatorio di Armagh, e si occupano del Sole, del sistema solare e del clima terrestre.
Nell'osservatorio sono esposti modelli in scala del sistema solare e dell'universo, due meridiane ed alcuni telescopi storici. La biblioteca specialistica dell'osservatorio, i suoi archivi e la collezione di strumenti scientifici e oggetti associati allo sviluppo dell'astronomia moderna sono una delle collezioni più importanti di questo genere in tutto il Regno Unito e in Irlanda.